# Trolltjärnen (Malingsbo socken, Dalarna)
Trolltjärnen är en sjö i Smedjebackens kommun i Dalarna och ingår i Norrströms huvudavrinningsområde.